# Admiraal de Ruijter (trein)
De Admiraal de Ruijter was een internationale trein voor de verbinding tussen Amsterdam en Londen, en is genoemd naar de Nederlandse Admiraal Michiel de Ruyter.

## EuroCity
De Admiraal de Ruijter was een van de dagtreinen waarmee het EuroCity-net op 31 mei 1987 van start ging. Het betrof een zogenaamde boottrein waarbij het eerste deel van de reis per trein, het tweede deel per schip en het derde deel weer per trein wordt afgelegd. De Nederlandse Spoorwegen verzorgden hun deel met drie aan elkaar gekoppelde Koplopers tussen Amsterdam en Hoek van Holland. De overtocht tussen Hoek van Holland en Harwich vond plaats met de aansluitende dagboot van Stoomvaart Maatschappij Zeeland of Sealink. British Rail verzorgde de treindienst tussen Harwich en Londen met hun modernste intercityrijtuigen. De indeling als dagtrein was te danken aan het feit dat de overtocht overdag plaatsvond, de treinen voor de nachtboot, EC Benjamin Britten reden namelijk ook overdag.